# Сватка
Сватка  (англ. Schwatka Lake) — водохранилище, образованное плотиной на реке Юкон, строительство которой было окончено в 1958 году. Плотина генерирует электроэнергию и управляется Энергетической корпорацией Юкона. Озеро получило название в честь Фредерика Сватки, лейтенанта армии США, путешественника и исследователя, совершившего продолжительную экспедицию по реке Юкон.
Рыбопропускные сооружения были построены вокруг плотины ГЭС, чтобы обеспечить проход чавычи на нерест вверх по течению из Уайтхорса. Чавыча имеет самый длинный маршрут миграции через пресные воды среди лососей: всего более 3000 км, от устья реки Юкон в Беринговом море до её верховьев.
На водохранилище расположены водный аэродром Уайтхорса и база для гидросамолётов.